# Hold Me Now
«Hold Me Now» (en español: "Abrázame ahora") es una canción compuesta, escrita e interpretada por Johnny Logan que ganó el Festival de la Canción de Eurovisión 1987 representando a la República de Irlanda. 
En el festival celebrado en Bruselas, la canción fue interpretada en 20º lugar de 22 canciones. Al final de la votación había recibido 172 puntos, siendo declarada ganadora. Logan ya había ganado el festival como intérprete en 1980 con "What's Another Year?", y volvería a componer la canción ganadora de 1992 para Linda Martin ("Why Me?").
La canción es una balada cantada desde el punto de vista de un hombre cuya amante lo está abandonando por otro. El hombre le pide a su amante que le trate como solía hacerlo por última vez para dejarle con un buen recuerdo de su relación. La música sigue la estructura habitual de las baladas en Eurovisión, con el estribillo final introducido por un coro de cinco personas antes de que se les una de nuevo la voz de Logan. 
En 2005 fue elegida la tercera mejor canción de la historia de festival durante la Gala del 50 Aniversario de Eurovisión.

## Listas
| Lista (1987) | Mejor posición |
| ------------ | -------------- |
| Irlanda      | 1              |
| Suiza        | 6              |
| Austria      | 4              |
| Países Bajos | 3              |
| Suecia       | 2              |
| Noruega      | 2              |
| Reino Unido  | 2              |